# Дедеркай

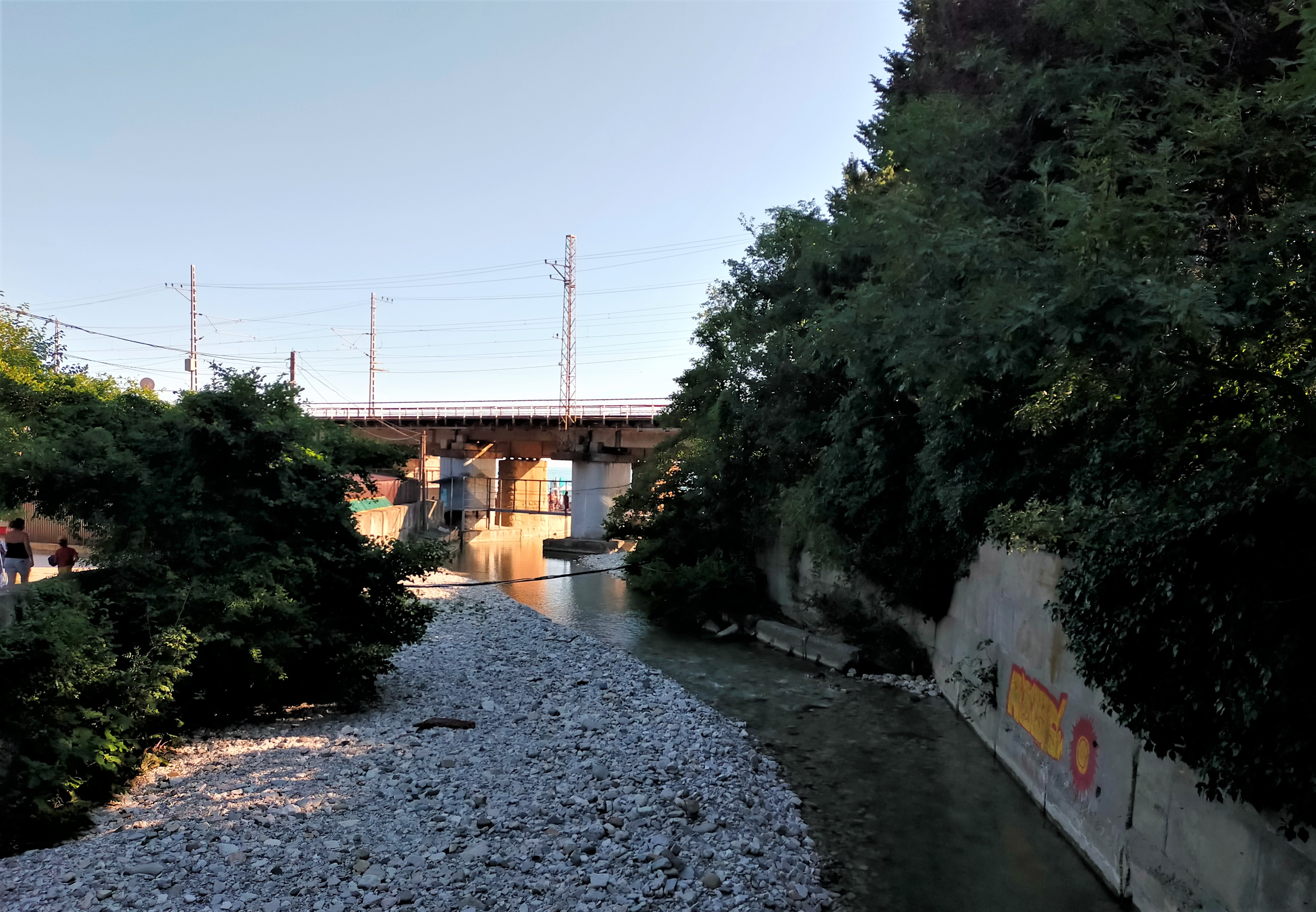
Вид на реку вблизи устья у платформы Дедеркой

Дедеркай (устар. Дедеркей) — река в Туапсинском районе Краснодарского края России, расположена на юго-востоке от города Туапсе. Длина реки с притоками составляет 10 км. Средний расход воды — 500 м³/с.
В верховье реки, на восточном склоне горы Медвежья, в 3 км от хутора Пасека имеются минеральные источники. В среднем и верхнем течениях реки находятся скалы, навесы и водопады.